# Frans Hogenberg

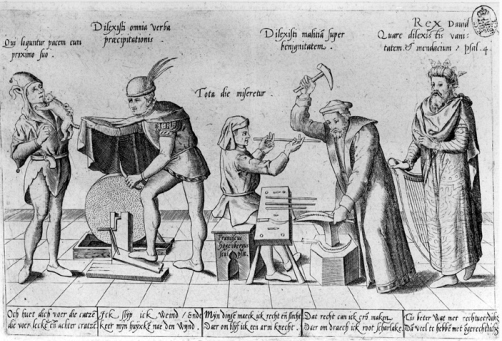
Frans Hogenberg (Mitte) in seinem Kupferstich Satire auf die Stände

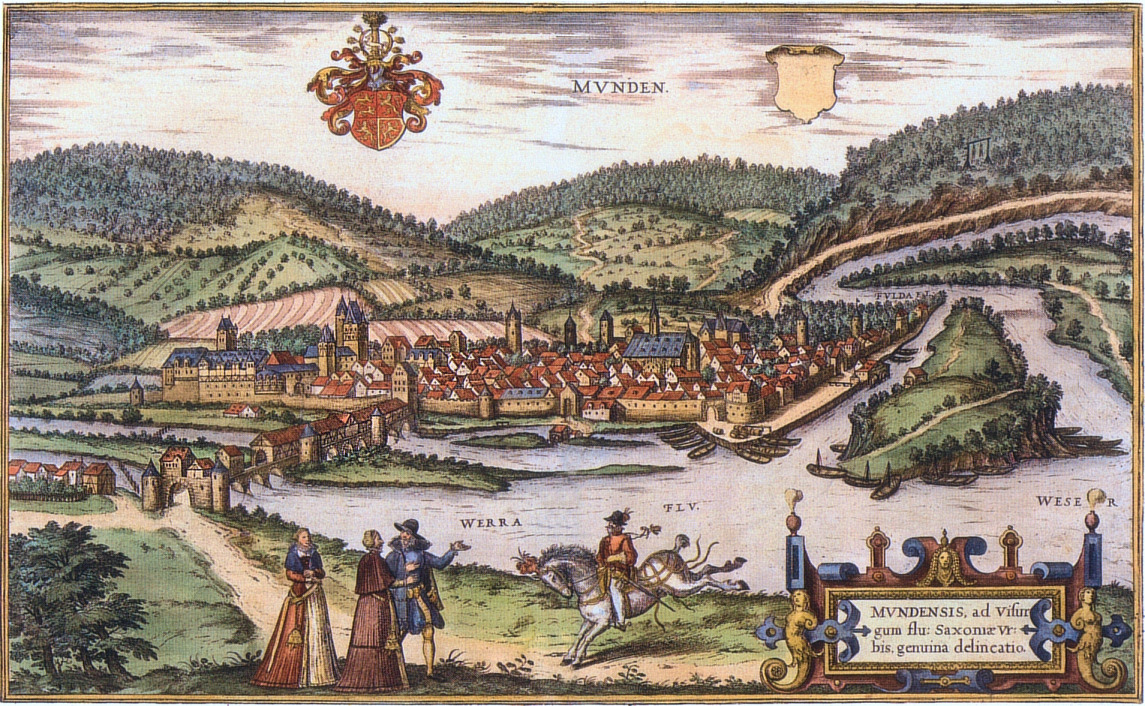
Ansicht der Stadt Münden, kolorierter Kupferstich 1584

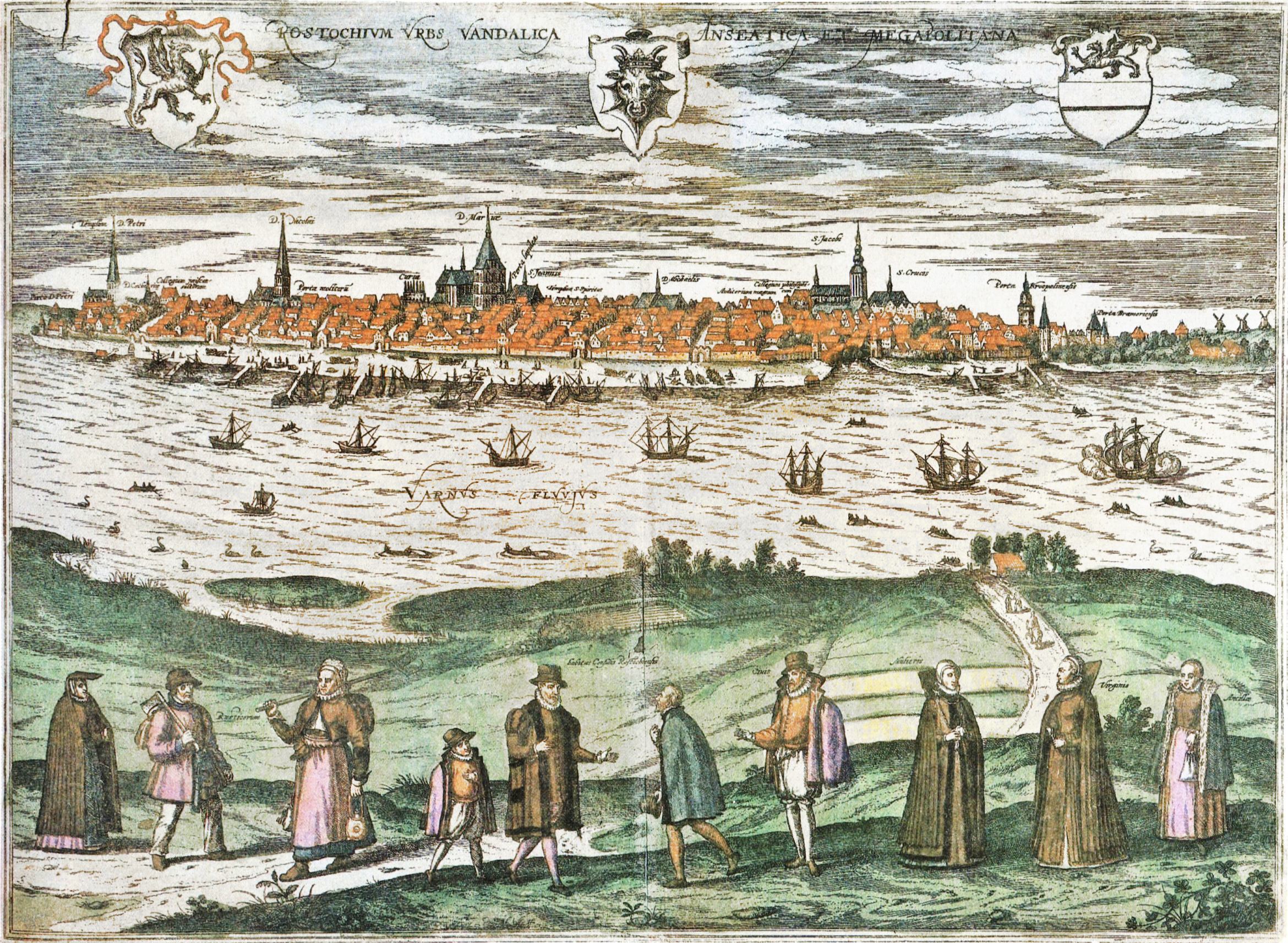
Ansicht der Stadt Rostock, kolorierter Kupferstich um 1575

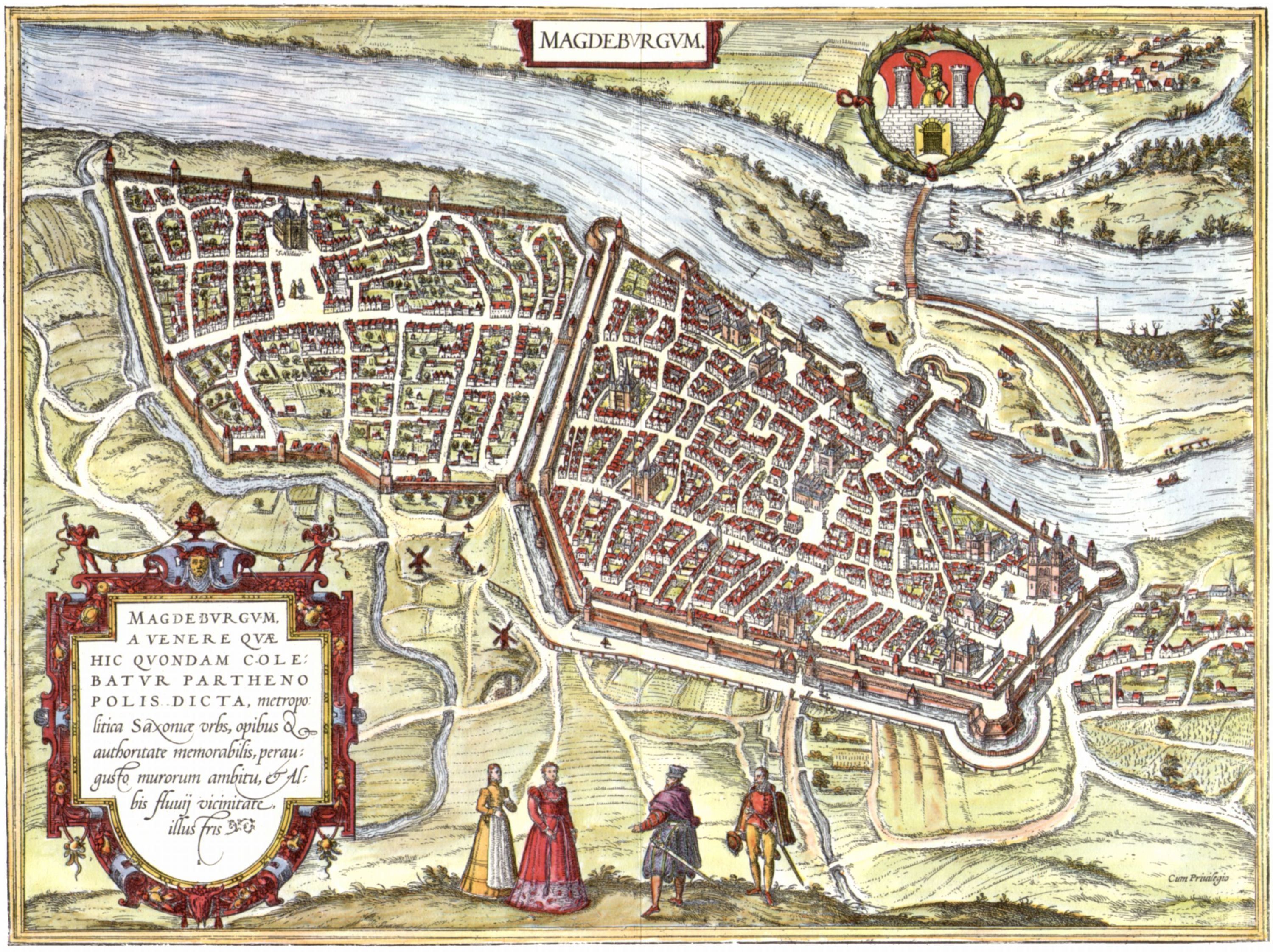
Ansicht der Stadt Magdeburg, kolorierter Kupferstich um 1572

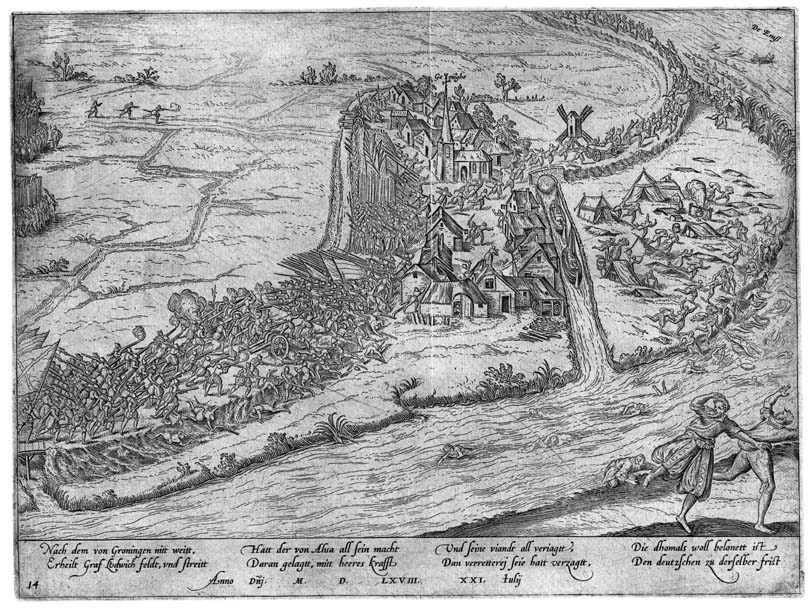
Die Schlacht von Jemgum in einer Darstellung von Hogenberg

Frans Hogenberg (oder Hoog[h]enbergh; in deutschen Texten auch Franz Hogenberg; * 1535 in Mechelen; † 1590 in Köln) war ein Kupferstecher und Radierer, der ab 1572 zusammen mit Georg Braun das Städteansichtenbuch Civitates Orbis Terrarum herausgab.

## Werdegang
Frans Hogenberg war eines von drei Kindern des Johann Nikolaus Hogenberg (* 1500, † 1539) und der Jeanne (Johanna) Verstraeten († 1559). Frans Hogenberg heiratete in Mechelen Katharina von Bönen, die zwei Kinder hatten (Barbara und Johann). Nach seiner eigenen Aussage lebte er als Glaubensflüchtling seit 1564 in Köln, wurde dort mit seiner zweiten Gemahlin Agnes Hogenberg-Lomar wegen der heimlichen Teilnahme an einem reformierten Gottesdienst 1579 verhaftet, blieb jedoch seiner Wahlheimat treu. Er lebte zeitweise auch in Antwerpen (1568), London (1570–1585) und Hamburg (1586).

## Civitates Orbis Terrarum
Im Jahre 1570 hatte der Niederländer Abraham Ortelius seinen berühmten Weltatlas Theatrum Orbis Terrarum veröffentlicht – den ersten seiner Art. Schefold übersetzte den Titel mit Beschreibung und Contrafactur der Vornembster Stät der Welt. Der Atlas war ein großer Erfolg und deshalb wohl Anreiz für die Edition der Civitates Orbis Terrarum, die in Größe und Gestaltung dem Weltatlas von Ortelius recht ähnlich aufgemacht und wohl auch als eine Ergänzung gedacht waren.
Das Druckwerk Civitates Orbis Terrarum umfasst über 600 wirklichkeitsnahe Stadtansichten und Stadtpläne mit einem Gesamtumfang von ca. 1.600 Seiten im Format 280 × 410 mm. Sie wurden in sechs Bänden zwischen 1572 und 1618 herausgegeben und zeigten alle größeren Städte in Europa, Afrika, Asien und sogar in Amerika. Als Verleger fungierte Georg Braun, ein Theologe, der von 1541 bis 1622 lebte. Frans Hogenberg war der Graveur für die ersten 4 Bände. Er schuf schon zuvor verschiedene Landkarten für Abraham Ortelius. Der 5. und 6. Band wurden von Simon van den Neuwel (auch: Novellanus) erstellt.
Für unser Wissen über mittelalterliche Stadtstrukturen – vor den immensen Zerstörungen des Dreißigjährigen Krieges und barocker Umbauten – sind diese Stiche von Hogenberg einzigartig. Zur Detailfülle von Stadt und Landschaft tritt die reich ausgestattete Staffage – Fuhrwerke, Schiffe, zeitgenössische Trachten sowie jeweils zahlreiche Genreszenen. Dekorative Wappen und Einzelaufrisse kommen hinzu.
Die Platten kamen später in den Besitz des Kartenherstellers Jan Jansson aus Holland. Er führte verschiedene Modifikationen durch und legte die Städteansichten im Jahr 1657 in Amsterdam neu auf. Die Civitates Orbis Terrarum von Braun und Hogenberg sind wegen ihrer kunstvollen Ausgestaltung heute von Sammlern sehr geschätzt. Als Repros (Faksimile) sind sie verschiedene Male herausgegeben worden.
Auch zahlreiche Kupferstiche der von Dietrich Graminäus herausgegebenen Beschreibung derer Fürstlicher Güligscher ec. Hochzeit (Johann Wilhelms von Jülich-Kleve-Berg mit Jakobe von Baden-Baden), Köln 1587, stammen von Frans Hogenberg.

## Familie
In Köln erwarb Frans Hogenberg 1585 ein Haus in der Glockengasse, mit seiner zweiten Frau Agnes Lomar – die er nicht kirchlich heiratete – hatte er fünf oder sechs Kinder, alle zwischen 1579 und 1590 geboren. Vater Frans wurde 1590 auf dem Kölner Geusenfriedhof begraben. Im flämischen Mechelen oder in Köln lebten im Mittelalter einige Personen mit dem Namen Hoog(h)enbergh, allesamt Kupferstecher oder Maler.
Die Fachliteratur ist sich dabei nicht einig im Hinblick auf die Zuordnung der Verwandtschaftsverhältnisse. Remigius Hogenberg wird überwiegend als Bruder von Frans Hogenberg eingestuft, deren Vater war Johann Nikolaus Hogenberg. Abraham Hogenberg (1608–1653) und Johann Hogenberg († 1654 in Mechelen) waren nach verbreiteter Ansicht zwei der Söhne von Frans Hogenberg.

## Werke
- Itinerarium Europae provincias continens, iis qui iter aliquo vel legationis, vel mercaturae vel alia es causa suscipiunt longe necessarium. vermutlicher Stecher: Frans Hogenberg. Köln 1590, urn:nbn:de:hbz:061:1-8059 (Latein).
- Kurtze erzeichniss wie Keyser Carolus der V. in Africa Dem Konig von Thunis, so von dem Barbarossen vertrieben, mit kriegsrustung zur hulffe komt. Köln 1560, urn:nbn:de:hbz:061:1-87222: „ca. 1560–1623“
  - mit Abraham Hogenberg: Geschichtsblätter. Nachdruck. Hrsg.: Fritz Hellwig. Verlag Uhl, Nördlingen 1983, ISBN 3-921503-19-1 (Originaltitel: Geschichtsblätter. Köln 1560.).